# Trióxido de tungsténio
Óxido de tungsténio (VI) também conhecido como trióxido de tungsténio ou anidrido túngstico, WO3, é um composto químico contendo oxigénio e o metal de transição tungsténio. É obtido durante a recuperação do tungsténio a partir dos seus minerais. Os minérios de tungsténio são tratados com alcalis para produzir WO3. Reações adicionais com carbono ou gás hidrogénio reduzem o trióxido de tungsténio a metal puro.
2 WO3 + 3 C + calor → 2 W + 3 CO2
WO3 + 3 H2 + calor → W + 3 H2O
O óxido de tungsténio (VI) ocorre naturalmente na forma de hidratos, incluindo minerais: tungstite WO3·H2O, meymacite WO3·2H2O e hidrotungstite (com a mesma composição da meymacite, contudo por vezes escrita como H2WO4). Estes minerais são minerais secundários de tungsténio raros a muito raros.

## História
O tungsténio tem uma história rica que remonta até à sua descoberta durante o século XVIII. Peter Woulfe foi o primeiro a reconhecer um novo elemento no mineral volframite. O químico sueco Carl Wilhelm Scheele contribuiu também para a sua descoberta com os seus estudos sobre o mineral scheelite.
Em 1841, um químico chamado Robert Oxland forneceu os primeiros procedimentos para a preparação de trióxido de tungsténio e tungstato de sódio. Foram-lhe concedidas patentes pelo seu trabalho, e é considerado o fundador da química sistemática do tungsténio.

## Preparação
O trióxido de tungsténio pode ser preparado de várias formas diferentes. Deixa-se reagir CaWO4, ou scheelite, com ácido clorídrico para produzir ácido túngstico, que se decompõe em WO3 e água a altas temperaturas.
CaWO4 + 2 HCl → CaCl2 + H2WO4
H2WO4 + calor → H2O + WO3
Outra forma comum de sintetizar WO3 é por calcinação do paratungstato de amónio sob condições oxidantes:
(NH4)10[H2W12O42]•4H2O → 12 WO3 + 10 NH3 + 11 H2O

## Estrutura
A estrutura cristalina do trióxido de tungsténio depende da temperatura. É tetragonal a temperaturas superiores a 740 °C, ortorrômbica entre os 330 e os 740 °C, monoclínica dos 17 aos 330 °C, e triclínica entre os -50 e os 17 °C. A estrutura mais comum de WO3 é a monoclínica com grupo espacial P21/n.

## Usos
O trióxido de tungsténio tem muitas aplicações quotidianas. É frequentemente usado na indústria para fabricar tungstatos para tecidos à prova de fogo e em detectores de gases. Devido à sua intensa cor amarela, WO3 é também usado como pigmento em cerâmica e tintas.
Nos últimos anos, o trióxido de tungsténio tem sido usado na produção de janelas eletrocrómicas ou janelas inteligentes. Estas janelas podem variar as propriedades de transmissão da luz quando lhes é aplicada uma diferença de potencial. Tal permite ao utilizador escurecer as janelas, alterando a quantidade de calor ou luz que as atravessa.
- Este artigo foi inicialmente traduzido, total ou parcialmente, do artigo da Wikipédia em inglês cujo título é «Tungsten trioxide», especificamente desta versão.